# Peter Huemer (Grafiker)

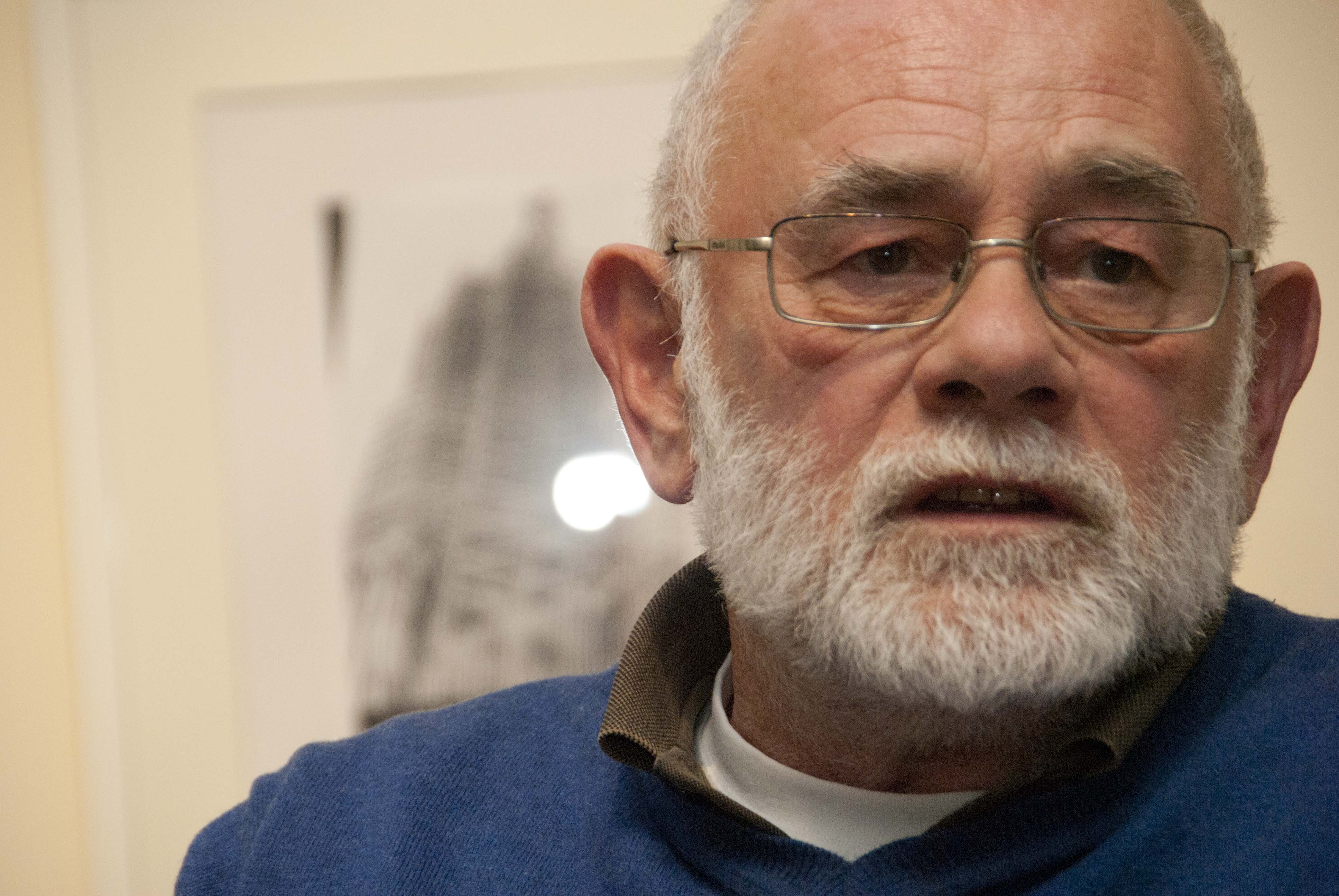
Peter Huemer (Linz 2014)

Peter Huemer (* 1952 in Linz; † 13. Dezember 2022 in Linz) war ein österreichischer bildender Künstler, Maler und Grafiker.

## Leben
Peter Huemer studierte „freie Grafik“ bei Alfons Ortner an der Kunstuniversität Linz und schloss 1972 mit einem Diplom für „freie Grafik“ ab. Seit 1974 ist er Mitglied der Künstlervereinigung MÆRZ. 1982 bis 1984 hatte er die Leitung der MÆRZ Werkstatt (Radierung, Lithographie) und deren Galerie inne. Von 1985 bis 2002 war er im Vorstand der Künstlervereinigung MÆRZ.
Von 1994 bis 1997 veranstaltete er Copy-Workshops (Kopigrafie) an der Kunsthochschule Linz. Von 1990 bis 1998 war er Ausstellungsorganisator und Kurator im Bereich „Medium Fotokopie“. Zudem gab er 1995 einen Copy-Workshop an der University of Western Australia in Perth.
2001 erhielt er einen Lehrauftrag für ein „Intermediäres Labor“ an der Kunstuniversität Linz - Institut für Kunst und Kulturwissenschaften.

## Publikationen
- 1983: Facetten. Literarisches Jahrbuch (Bildbeitrag)
- 1990: Mühlviertler Kulturzeitschrift 2/90, Künstlerporträt
- 1990: Kopigrafie - Eine Belichtung österreichweit. Katalog, Edition MÆRZ (Text-Bildbeitrag)
- 1990: „Peter Huemer - Kopigrafie / Mischtechnik - Von den Inseln. Katalog, Edition MÆRZ“
- 1992: ORF Künstlerlexikon (Fernsehbericht)
- 1992/2004: OÖ Kulturbericht 3/92; 7/04, Künstlerporträt
- 1994: „Zwischenbilder / Zwischenräume. (Text-Bildbeitrag) Katalog OÖ Landesgalerie“
- 1994: Elektrografie - analoge und digitale Bilder. (Text-Bildbeitrag) Dumont Taschenbuch; ISBN 978-3-7701-3203-4
- 1995/1998: Jahresbroschüre Experimentelle Visuelle Gestaltung der Kunstuniversität Linz
- 1996: COPY-BOOK-ART international. (Text-Bildbeitrag) Katalog Edition MÆRZ
- 1997: „kursiv. eine Kunstzeitschrift aus OÖ Zeichnung und Medium Fotokopie. Katalog, Verlag Bibliothek der Provinz“
- 1999: Ist das Zeichnung das ist. Medienkunst, Katalog, Edition Gruppe für angewandte Texte
- 2000: CD-Rom, Musée Standard, Elements of a Global History of Copigraphy, Montreal (www.loplop.com)
- 2000: BÖKWE Fachblatt Berufsverband österreichischer Kunst- und Werkerzieher (Text-Bildbeitrag)
- 2002: „Image in Motion“ Peter Huemer, Arbeiten mit dem Medium Fotokopie 1987–2002 (Ritter-Verlag); ISBN 3-85415-312-0
- 2005: „Absolventenbericht Akademisches Gymnasium, Linz“
- 2006: Treffpunkt Kultur ORF (Nov.), Österreichische Künstler in Kirgistan (Fernsehbericht)
- 2009: Radiodialoge 2009 - Künstlerportrait (freies Radio B-138)
- 2010: „Kunst und Kirche auf Augenhöhe“ Martin Gelsinger, Alexander Jöchl, Hubert Nitsch (Herausgeber); ISBN 978-3-200-01874-7
- 2012: „Rätsel Stephansdom“ Peter Kraft (Wort), Peter Huemer (Bild); ISBN 978-3-99028-088-1

## Auszeichnungen
- 1972: ÖBB-Preis für freie Grafik der Kunstschule Linz
- 1973: Dr. Ernst Koref Anerkennungspreis
- 1977: Talentförderungsprämie des Landes OÖ
- 1978: Theodor-Körner-Preis
- 1979: Portraitpreis des Landes OÖ